# Spencer Charles Hilton Barrett

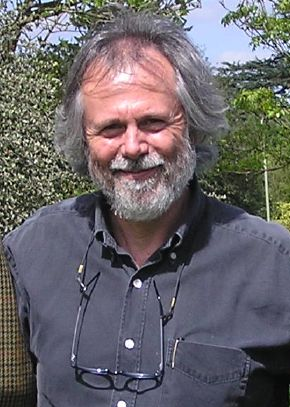
Spencer Barrett 2005

Spencer Charles Hilton Barrett (* 7. Juni 1948 in Bushey, Hertfordshire) ist ein britisch-kanadischer Evolutionsbiologe und Botaniker.
Barrett studierte an der University of Reading mit Bachelor-Abschluss 1971 und wurde 1977 an der University of California, Berkeley bei Herbert George Baker promoviert (Breeding systems in Eichhornia and Pontederia, tristylous genera of the Pontederiaceae). Ab 1976 war er Lecturer an der University of California, Santa Cruz. Er war ab 1982 Professor für Botanik an der University of Toronto (Canada Research Chair).
Er untersuchte die Evolution und Genetik von Fortpflanzungssystemen von Pflanzen und Geschlechterstrategien bei Pflanzen, evolutionäre Übergänge in den Reproduktionssystemen von Pflanzen, Evolution und Genetik invasiver Arten, Funktion und adaptive Vorteile von Blütenvariationen.
Er ist Fellow der Royal Society (2004) und der Royal Society of Canada (1998). 2010/11 war er Präsident der Canadian Society for Ecology and Evolution.
2008 erhielt er den Sewall Wright Award und 2020 die Darwin-Wallace-Medaille. 2014 erhielt er die Flavelle Medal. 2009 wurde er Mitglied der American Academy of Arts and Sciences, 2020 Mitglied der National Academy of Sciences.
Seit 2017 ist er einer der Herausgeber der Proceedings of the Royal Society, Serie B.

## Schriften (Auswahl)
- mit J. R. Kohn: Genetic and evolutionary consequences of small population size in plants: implications for conservation, Genetics and Conservation of Rare Plants, 1991, S. 3–30
- mit D. Charlesworth: Effects of a change in the level of inbreeding on the genetic load, Nature, Band 352, 1991, S. 522–524
- Evolution and Function of Heterostyly, Springer 1992
- mit L. D. Harder: Mating cost of large floral displays in hermaphrodite plants, Nature, Band 373, 1995, S. 512–515
- mit L. D. Harder: Ecology and evolution of plant mating, Trends in Ecology & Evolution, Band 11, 1996, S. 73–79
- The evolution of plant sexual diversity, Nature Review Genetics, Band 3, 2002, S. 274–284
- Mating strategies in flowering plants: the outcrossing–selfing paradigm and beyond, Phil. Transactions Royal Society B, Band 358, 2003, S. 991–1004